# Arístides Masi
Aristides Nicolas Masi Gonzalez (Assunção, 14 de janeiro de 1977) é um ex-futebolista paraguaio que atuava como atacante. Atualmente empresário esportivo.

## Carreira
Aristides Masi integrou a Seleção Paraguaia de Futebol na Copa América de 2001.

## Clubes
- Sportivo Luqueño 1997
- Sol de América 1998
- Sportivo Luqueño 1998-1999
- Sportivo San Lorenzo 2000
- Sportivo Luqueño 2001
- Salgueiros 2001-2002
- Sportivo Luqueño 2002
- Olimpia 2003
- Cerro Porteño 2003-2004
- Sportivo Luqueño 2005
- Audax Italiano 2006-2007